# كلاود (فلم)
كلاود (باليابانية: クラウド) هو فيلم إثارة نفسية ياباني صدر عام 2024 من تأليف وإخراج كيوشي كوروساوا وبطولة ماساكي سودا.
عرض الفيلم لأول مرة خارج المنافسة في مهرجان البندقية السينمائي الدولي الحادي والثمانين، في 30 أغسطس 2024. اختير ليكون ممثل اليابان في حفل توزيع جوائز الأوسكار السابع والتسعين لجائزة أفضل فيلم أجنبي، ولكن لم يتم ترشيحه.

## القصة

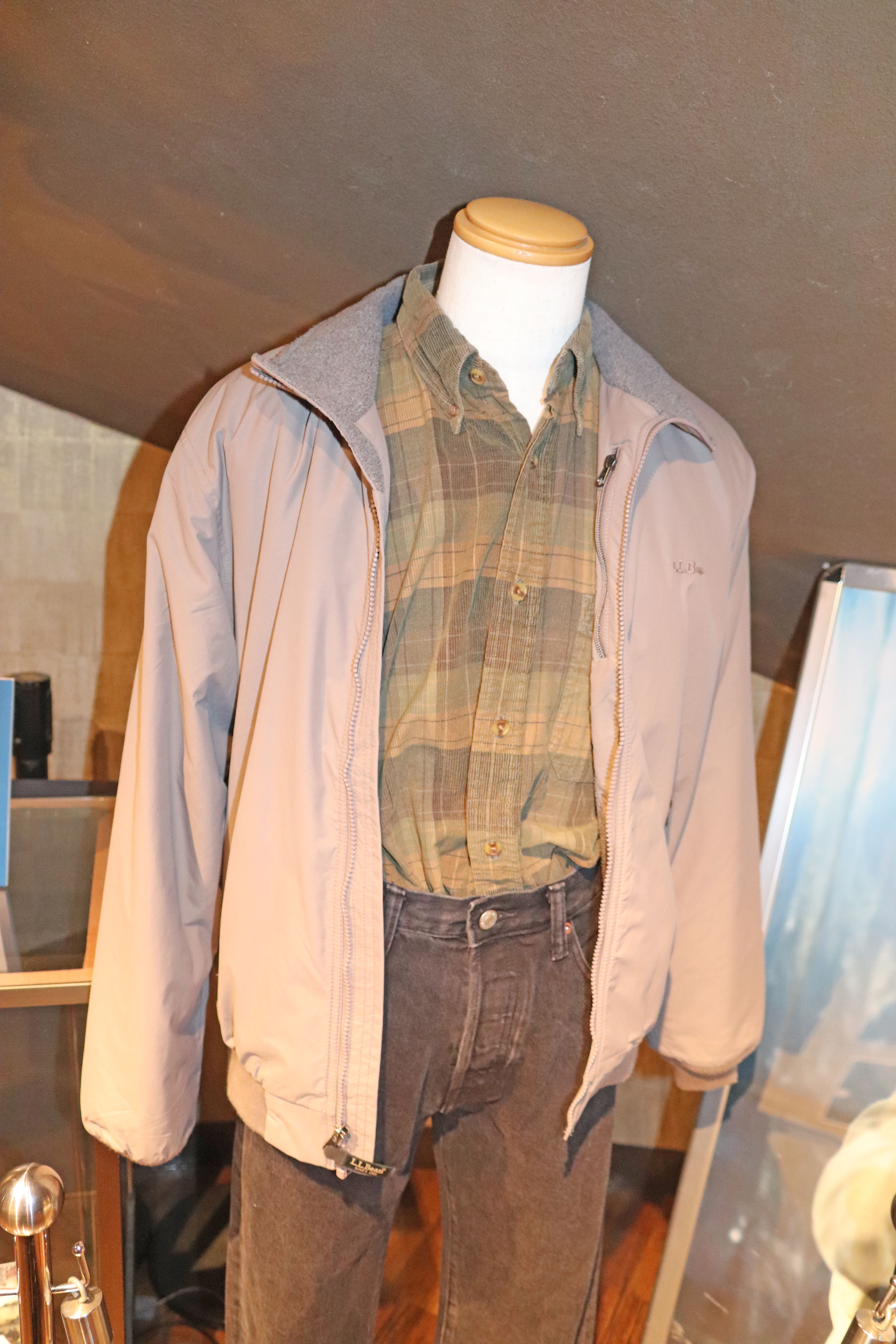
الزي الذي ارتداه يوشي في الفيلم (مسرح شينجوكو)

يوشي (ماساكي سودا) عامل مصنع يعمل بدوام جزئي كبائع عبر الإنترنت. يخدع مورد أجهزة صحية، ثم يبيعها لاحقًا عبر الإنترنت بهامش ربح كبير. بهذا الربح، يرفض ترقية من رئيسه (يوشييوشي أراكاوا) ويوسع نشاطه في إعادة البيع. يستقيل من وظيفته وينتقل إلى منزل أكبر في إحدى الضواحي، يستخدمه للسكن والعمل ومخزن للمنتجات. يطلب من صديقته أكيكو (كوتوني فوروكاوا) أن تنتقل للعيش معه أيضًا. كما يستعين بمساعد يدعى سانو (دايكن أوكودايرا) لإدارة العمل. يتصاعد التوتر مع ازدياد قسوة يوشي في تعاملاته. يتعرض للمضايقات، سواءً على الإنترنت أو في الحياة الواقعية. تشعر أكيكو بإهمال متزايد من سلوك يوشي البارد وانشغاله بأعماله، فتغادر المنزل. كما يطرد يوشي سانو بعد أن اقترح عليه منتجات جديدة محتملة.
بينما يُترك يوشي وحيدًا من قِبل الجميع، يزداد موردوه وزبائنه الساخطون جرأةً من خلال منتدى إلكتروني. عندما يُعثر على عنوان يوشي الجديد، يقرر بعضهم التكاتف للانتقام. ينضم إلى رجل العصابات الغاضب مدير يوشي السابق (ماساتاكا كوبوتا). يتسلحون ويهددون يوشي في منزله. يهرب يوشي إلى الغابة، مما يؤدي إلى مطاردة كر وفر. ينجح في التخلص منهم، وفي طريق عودته، يصادف أكيكو. يخطط الاثنان لإنقاذ ما تبقى والفرار. لكن المجموعة تعثر على يوشي مجددًا، وهذه المرة تنجح في اختطافه.
تنوي المجموعة حرق يوشي حيًا وبثّ ذلك كعقاب. تلاحقهم أكيكو سرًا. المساعد سانو، الذي تبيّن أن لديه علاقات مشبوهة، يتتبّع هاتف يوشي ويتدخل. يُطلق النار على عدد من المهاجمين وينقذ يوشي. يسأله يوشي عن سبب تدخله، كونه مجرد مساعد سابق. في النهاية، يشتبكون في تبادل إطلاق نار مميت مع المهاجمين ويقضون عليهم. في الخارج، التقى يوشي بأكيكو، التي عادت بعد وقت قصير من الهجوم على المنزل. اقترب منها يوشي ليعانقها، لكنه أدرك أنها تريد قتله بالرصاص للحصول على بطاقاته الائتمانية. لكن لعدم خبرتها في إطلاق النار تفشل، فيطلق عليها سانو النار. يُظهر المشهد الأخير سانو ويوشي يقودان سيارتهما بعيدًا. يحثه سانو على مواصلة العمل وتحقيق الربح، واعدًا إياه بكل ما يريده، حتى "ما قد يُدمر العالم". يتمتم يوشي قائلًا: "إذن هكذا ستذهب إلى الجحيم"، تاركًا طبيعة سانو الحقيقية وموقفهما غامضين.

## الممثلون
- ماساكي سودا في دور ريوسوكي يوشي، بائع على الإنترنت[5]
- كوتون فوروكاوا في دور أكيكو، عشيقة يوشي[5]
- دايكن أوكودايرا في دور سانو، مساعد يوشي[5]
- أماني أوكاياما في دور ميياكي، رجل يقيم في مقهى إنترنت[5]
- يوشييوشي أراكاوا في دور تاكيموتو، مالك المصنع الذي يعمل فيه يوشي[5]
- ماساتاكا كوبوتا في دور موراوكا، الذي أدخل يوشي إلى مجال إعادة البيع عبر الإنترنت[5]
- يوتاكا ماتسوشيجي في دور رجل ياكوزا[7]
- ماساكي أكاهوري في دور تونوياما سويتشي، مدير المصنع[7]
- ماهو يامادا في دور تشيزورو، زوجة تونوياما[7]
- موتسو يوشيوكا في دور يابي[7]
- يوسي ميكاوا في دور إينوي[7]
- توشيهيرو ياغي في دور هوجو، ضابط شرطة[7]
- يوشيوكي موريشيتا في دور موروتا[7]
- تيتسويا تشيبا في دور الصياد[7]

## الاستقبال
على موقع تجميع المراجعات روتن توميتوز، حاز الفيلم على 89% من 45 مراجعة نقدية إيجابية. وجاء إجماع الموقع على النحو التالي: «يعود الكاتب والمخرج كيوشي كوروساوا إلى موضوع التكنولوجيا كقوة مؤثرة، محققًا نجاحًا مقلقًا في فيلم كلاود، وهو دراسة بطيئة لوسائل التواصل الاجتماعي تنتهي بنهاية مذهلة». أما موقع ميتاكريتيك، الذي يستخدم متوسطًا مرجحًا، فقد منح الفيلم 68 من 100 تقييم، بناءً على 11 ناقدًا، مما يشير إلى مراجعات «إيجابية بشكل عام».

## روابط خارجية
- مقالات تستعمل روابط فنية بلا صلة مع ويكي بيانات